# Thiago Diogo
Thiago Diogo (Rio de Janeiro) é um conhecido Mestre de Bateria do carnaval carioca.

## História
Thiago era ritmista do Salgueiro, enquanto a bateria era comandada por Mestre Louro, que mas tarde o levou a ser um dos auxiliares de bateria. após a saída do consagrado mestre da Academia do Samba. Thiago o seguiu e exerceu a mesma função durante dois anos, pela Caprichosos e consequentemente na Porto da Pedra, aonde após a saída do saudoso mestre da escola de São Gonçalo, passou a ser efetivado como diretor de bateria da escola e onde fez ser uma das melhores bateria do carnaval. com o rebaixamento da escola pra Série A continuou no comando da bateria do Tigre e ainda foi auxiliar da bateria da São Clemente, no ano de 2013.
Mas em 2014, recebeu um convite pra assumir a bateria da União da Ilha, onde encontrou diversas dificuldades até por essa bateria não aceitar gente de fora. sendo assim depois do carnaval Thiago deixou a Ilha e foi pra Caxias, onde assume a bateria da Grande Rio, onde vem dando uma nova cadência pra Invocada. saindo depois da reformulação imposta após a virada de mesa.

## Premiações
- Estrela do Carnaval

2009 - Revelação 